# The Kills
The Kills — інді-рок гурт, створений американською співачкою Елісон Моссхарт («VV») і британським гітаристом Джеймі Хінсом («Hotel»). Їх перші три альбоми, Keep On Your Mean, No Wow та Midnight Boom отримали багато схвальних відгуків від критиків.

## Виникнення гурту
Моссхарт до The Kills співала в американському панк-рок гурті Discount. Одного разу, коли вона була в готелі, вона почула, як Джеймі практикується в грі на гітарі в номері над нею. Хінс в цей час грав в англійських гуртах Fiji, Scarfo і Blyth Power. Так дует вперше зустрівся. Потім, коли гурти, в яких грали майбутні учасники The Kills, розпалися, Джеймі і Елісон домовилися про співпрацю. В 2000 році Моссхарт перелетіла через океан, в Лондон, і розпочалася робота нового гурту.

## Творчість дуету
Творчість The Kills являє собою музику, складену з жорстких гітарних партій Хінса, уривчастого вокалу Моссхарт, і ритмічних перкусійних партій драм-машини. На концертах Елісон іноді виконує роль і ритм-гітариста.
Коли The Kills знайшли шанований лейбл, який погодився з ними співпрацювати (Domino Records), то тут же приступили до запису пісень. В 2002 році відбувся реліз EP «Black Rooster». В США розповсюдженням EP зайнялася студія Dim Mak Records. Платівка являла собою щось зовсім інше, чим займалися Хінс і Моссхарт в своїх попередніх колективах, найбільше нагадуючи Lo-Fi. В музичній пресі молодих The Kills тут же почали порівнювати з The White Stripes, в основному через формат «хлопчик-дівчинка». Порівняння почастішали, коли The Kills записали свій перший альбом «Keep On Your Mean Side» в тій же студії (Toe Rag Studios), в якій The White Stripes записали свій знаменитий альбом Elephant (в тому ж 2003 році). Позиціонуючи себе як гурт, що протистоїть музичній індустрії, The Kills рідко давали інтерв'ю, проте регулярно запрошували пресу на свої закриті виступи. Моссхарт курила цигарки, коли не співала, іноді перекидаючись з публікою парою фраз, тим часом як Джеймі мовчазно грав свої партії, іноді підспівуючи Елісон.
Другий альбом, No Wow, що вийшов в 2005 році, містив менше важких гітарних рифів, які були так притаманні їх першому альбому. Цей альбом був зроблений з претензією на більш «художнє» виконання. Перший сингл з альбому, «The Good Ones», був випущено 7 лютого 2005 року і він добрався до 23 місця в чартах синглів Великої Британії. В 2007 The Kills написали в своєму блозі, що робота над новим альбомом закінчена. Перший Сингл з цього альбому прозвучав на BBC Radio One 1 листопада. Сама платівка була випущена в 2008 і отримала назву Midnight Boom. Четвертий студійний альбом Blood Pressures вийшов в квітні 2011, а останній на сьогодні альбом Ash & Ice представлений 3 червня 2016 року.

## Дискографія

### Студійні альбоми
- Keep on Your Mean Side (2003)
- No Wow (2005)
- Midnight Boom (2008)
- Blood Pressures (2011)
- Ash & Ice (2016)

### Сингли
- «Fried My Little Brains» (2003)
- «Fuck the People»(2003)
- «Pull a U» (2003)
- «The Good Ones» (2005)
- «Love is a Deserter» (2005)
- «No Wow» (2006)
- «URA Fever» (2008)
- «Cheap and Cheerful» (2008)
- «Last Day of Magic» (2008)
- «Black Balloon» (2009)
- «Pale Blue Eyes» (2010)
- «Satellite» (2011)
- «Blue Moon» (2011)
- «The Last Goodbye» (2012)

## Зовнішні посилання
- Офіційний сайт гурту [Архівовано 22 листопада 2008 у WebCite]
- Офіційна сторінка The Kills [Архівовано 26 жовтня 2009 у Wayback Machine.] на сайті Myspace
- The Kills [Архівовано 25 березня 2013 у Wayback Machine.] на Domino Records